# Declaração do Rio sobre Meio Ambiente e Desenvolvimento
A Declaração do Rio sobre o meio ambiente e o desenvolvimento é uma proposição das Nações Unidas (ONU) para promover o desenvolvimento sustentável. Foi aprovada na Conferência das Nações Unidas sobre o Meio ambiente e o Desenvolvimento (CNUMAD), realizada no Rio de Janeiro de 3 a 14 de junho de 1992.

## História
A Declaração foi assinada na Cimeira da Terra, também dita Rio-92, paralelamente a outros dois documentos, a Agenda 21 e a Declaração de princípios relativos às florestas.
A Declaração ratificou os princípios estabelecidos na Declaração da Conferência das Nações Unidas sobre o Meio Ambiente Humano, aprovada em Estocolmo em 16 de junho de 1972, e formulou 27 princípios básicos para o desenvolvimento sustentável, a dignidade humana, o meio ambiente e as obrigações dos Estados em matéria de direitos ambientais dos seres humanos.
O objectivo principal da Declaração do Rio é tentar atingir acordos internacionais que respeitem os interesses de todos, protejam o meio ambiente e garantam o desenvolvimento mundial. Para isso busca-se atingir um equilíbrio entre as diferentes partes da noção de desenvolvimento sustentável: ecológica, social e econômica.
Ademais o equilíbrio entre as 3 partes deve ser social e ecologicamente suportável, ecológica e economicamente viável e económica e socialmente equitativo.

## Problemas ambientais
Na Declaração de Rio, debateram-se soluções para quatro tipos de problemas ambientais:
1. A redução da produção de produtos contaminantes ou tóxicos;
2. A maior utilização de energias não contaminantes e renováveis;
3. O apoio por parte dos governos ao transporte público, para reduzir o trafego de veículos e assim a contaminação por CO2 e o ruído.
4. A escassez de água potável em diferentes partes do planeta, e soluções de como poupar esse recurso.

## Princípios fundamentais
Na Declaração de Rio, proclamaram-se 27 princípios fundamentais que todos os países deveriam cumprir, com o objectivo de estabelecer uma aliança mundial nova e equitativa mediante a criação de novos níveis de cooperação entre os Estados, os sectores-chave das sociedades e as pessoas.
Tentaram-se atingir acordos internacionais nos que se respeitassem os interesses de todos e se protegesse a integridade do sistema ambiental e de desenvolvimento mundial, reconhecendo a natureza integral e interdependente da Terra. Estes Princípios fundamentais proclamam que:
Princípio 1: Os seres humanos constituem o centro das preocupações relacionadas com o desenvolvimento sustentável. Têm direito a uma vida saudável e produtiva em harmonia com a natureza.
Princípio 2: De conformidade com a Carta das Nações Unidas e os princípios do direito internacional, os Estados têm o direito soberano de aproveitar seus próprios recursos segundo suas próprias políticas ambientais e de desenvolvimento, e a responsabilidade de velar para que as atividades realizadas dentro de sua jurisdição ou sob seu controle não causem danos ao meio ambiente de outros Estados ou de zonas que estejam fora dos limites da jurisdição nacional.
Princípio 3: O direito ao desenvolvimento deve exercer-se de forma tal que responda equitativamente às necessidades de desenvolvimento e ambientais das gerações presentes e futuras.
Princípio 4: A fim de atingir o desenvolvimento sustentável, a proteção do ambiente deverá constituir parte integrante do processo de desenvolvimento e não poderá se considerar em forma isolada.
Princípio 5: Todos os Estados e todas as pessoas deverão cooperar na tarefa essencial de erradicar a pobreza como requisito indispensável do desenvolvimento sustentável, a fim de reduzir as divergências nos níveis de vida e responder melhor às necessidades da maioria dos povos do mundo.
Princípio 6: Dever-se-á dar especial prioridade à situação e as necessidades especiais dos países em desenvolvimento, em particular os países menos adiantados e os mais vulneráveis desde o ponto de vista ambiental. Nas medidas internacionais adotadas com respeito ao meio ambiente e ao desenvolvimento, também dever-se-iam ter em conta os interesses e as necessidades de todos os países.
Princípio 7: Os Estados deverão cooperar com espírito de solidariedade mundial para conservar, proteger e restabelecer a saúde e a integridade do ecossistema da Terra. Considerando que têm contribuído em diferente medida à degradação do meio ambiente mundial, os Estados têm responsabilidades comuns mas diferenciadas. Os países desenvolvidos reconhecem a responsabilidade que lhes cabe na busca internacional do desenvolvimento sustentável, em vista das pressões que suas sociedades exercem no meio ambiente mundial e das tecnologias e dos recursos financeiros de que dispõem.
Princípio 8: Para atingir o desenvolvimento sustentável e uma melhor qualidade de vida para todas as pessoas, os Estados deveriam reduzir e eliminar as modalidades de produção e consumo insustentáveis e fomentar políticas demográficas apropriadas.
Princípio 9: Os Estados deveriam cooperar no fortalecimento de seu próprio poder para de atingir o desenvolvimento sustentável, aumentando o saber científico mediante o intercâmbio de conhecimentos científicos e tecnológicos, e intensificando o desenvolvimento, a adaptação, a difusão e a transferência de tecnologias.
Princípio 10: O melhor modo de tratar as questões ambientais é com a participação de todos os cidadãos interessados, no nível que corresponda. No plano nacional, toda a pessoa deverá ter acesso adequado à informação sobre o meio ambiente de que disponham as autoridades públicas, incluída a informação sobre os materiais e as actividades que encerram perigo em suas comunidades, bem como a oportunidade de participar nos processos de adopção de decisões. 
Princípio 11: Os Estados deverão promulgar leis eficazes sobre o meio ambiente. As normas, os objetivos de classificação e as prioridades ambientais deveriam refletir o contexto ambiental e de desenvolvimento ao que se aplicam.
Princípio 12: Os Estados deveriam cooperar na promoção de um sistema econômico internacional favorável e aberto, que levasse ao crescimento econômico e ao desenvolvimento sustentável de todos os países, a fim de abordar em melhor forma os problemas da degradação ambiental.
Princípio 13: Os Estados deverão desenvolver a legislação nacional relativa à responsabilidade e a indemnização respeito das vítimas da contaminação e outros danos ambientais.
Princípio 14: Os Estados deveriam cooperar efectivamente para diminuir ou evitar a transferência a outros Estados de quaisquer atividades e substâncias que causem degradação ambiental grave ou sejam consideradas nocivas para a saúde humana.
Princípio 15: Com o fim de proteger o meio ambiente, os Estados deverão aplicar amplamente o critério de precaução conforme a suas capacidades.
Princípio 16: As autoridades nacionais deveriam fomentar a internalização dos custos ambientais pelo poluidor ou degradador, e o uso de instrumentos econômicos que impliquem que o poluidor deve, em princípio, arcar com os custos da degradação ambiental.
Princípio 17: O emprego de avaliação de impacto ambiental, em qualidade de instrumento nacional, a atividades propostas que potencialmente produzam um impacto negativo sobre o meio ambiente, e que estejam sujeitas à decisão de uma autoridade nacional competente.
Princípio 18: Os Estados deverão notificar imediatamente a outros Estados dos desastres naturais ou outras situações de emergência que possam produzir efeitos nocivos súbitos no meio ambiente desses Estados.
Princípio 19: Os Estados deverão proporcionar a informação apropriada, e notificar previamente e em forma oportuna, aos Estados que possam ser afetados por atividades causadoras de impactos ambientais transfronteiriços, e deverão consultar esses Estados previamente e de boa fé.
Princípio 20: As mulheres desempenham um papel fundamental na proteção do meio ambiente e no desenvolvimento. É imprescindível contar com sua plena participação para conseguir o desenvolvimento sustentável.
Princípio 21: Deveria mobilizar-se a criatividade, os ideais e o valor dos jovens do mundo para forjar uma aliança mundial orientada a buscar o desenvolvimento sustentável e assegurar um melhor futuro para todos.
Princípio 22: As populações indígenas e suas comunidades, bem como outras comunidades locais, desempenham um papel fundamental na classificação do meio ambiente e no desenvolvimento, devido a seus conhecimentos e práticas tradicionais.
Princípio 23: Devem proteger-se o meio ambiente e os recursos naturais dos povos submetidos a opressão, dominação e ocupação.
Princípio 24: A guerra é, por definição, inimiga do desenvolvimento sustentável. Em consequência, os Estados deverão respeitar as disposições de direito internacional que protegem o meio ambiente em épocas de conflito armado.
Princípio 25: A paz, o desenvolvimento e a proteção do meio ambiente são interdependentes e inseparáveis.
Princípio 26: Os Estados deverão resolver pacificamente todas suas controvérsias sobre o meio ambiente por meios que respeitem a Carta das Nações Unidas.
Princípio 27: Os Estados e as pessoas deverão cooperar de boa fé e com espírito de solidariedade na aplicação dos princípios consagrados na Declaração.

### Influência no Direito brasileiro
Os princípios da Declaração influenciaram de forma significativa a principiologia do Direito Ambiental brasileiro.
O princípio 3 institui o princípio da solidariedade intergeracional. Por sua vez, o princípio 4 assenta o princípio do desenvolvimento sustentável. Em derradeiro, o princípio 10 consolida o princípio da participação comunitária.